# موریلندز
موریلندز (به انگلیسی: Murraylands) یکی از سیزده ناحیه ایالت استرالیای جنوبی است. این ناحیه در بخش پایینی رودخانه مورای، در بخش جنوب شرقی استرالیای جنوبی واقع شده است. این ناحیه از بلانچ‌تاون (در حدود ۱۳۰ کیلومتری شمال شرقی آدلاید) تا ولینگتون که در ابتدای دریاچه اسکندریه واقع شده است، امتداد دارد.
این ناحیه با دارا بودن مساحت ۳۶٬۴۹۰ کیلومتر مربع یا به عبارتی ۳٫۷ درصد از مساحت خاک ایالت جنوبی استرالیا، جمعیتی بالغ بر ۷۰٬۵۶۵ نفر را در خود جای داده است که ۴٫۳ درصد از جمعیت ایالت جنوبی استرالیا را شامل می‌شود.(بنابر سرشماری ۳۰ ژوئن ۲۰۱۲) نرخ بیکاری این ناحیه در سال ۲۰۱۱، ۲ درصد برآورد شده است که بالاتز از میانگین ایالت است.